# District de Duodao
Le district de Duodao (掇刀区 ; pinyin : Duōdāo Qū) est une subdivision administrative de la province du Hubei en Chine. Il est placé sous la juridiction de la ville-préfecture de Jingmen.